# عدنان الحافظ
عدنان الحافظ (عربی: عدنان الحافظ؛ زادهٔ ۲۳ آوریل ۱۹۸۴) یک ورزشکار اهل سوریه است.
از باشگاه‌هایی که در آن بازی کرده‌است می‌توان به باشگاه فوتبال الکرامه سوریه، و باشگاه ورزشی الوحده سوریه، باشگاه فوتبال الکرامه سوریه، و تیم ملی فوتبال سوریه اشاره کرد.
وی همچنین در تیم‌های ملی فوتبال زیر ۲۰ سال سوریه سوریه بازی کرده است.